# Kuzgun-Talsperre
Die Kuzgun-Talsperre (türkisch Kuzgun Barajı) ist eine 35 km nordnordwestlich der Provinzhauptstadt Erzurum in der gleichnamigen Provinz im Osten der Türkei gelegene Talsperre.
Die Kuzgun-Talsperre staut den Serçeme Çayı, einen rechten Nebenfluss des Karasu.
Die Talsperre wurde in den Jahren 1985–1998 zur Bewässerung einer Fläche von 11.711 ha sowie zur Energieerzeugung errichtet.
Das Absperrbauwerk ist ein 114 m hoher Steinschüttdamm mit Lehmkern.
Das Dammvolumen beträgt 3,6 Mio. m³. 
Der Stausee bedeckt bei Normalstau eine Fläche von 11,24 km². Der Speicherraum beträgt 312 Mio. m³.   
Am Fuß des Staudamms befindet sich ein Wasserkraftwerk. Es verfügt über eine installierte Leistung von 22,7 MW. Das Regelarbeitsvermögen beträgt 36 GWh im Jahr. 